# Czarny Dwór

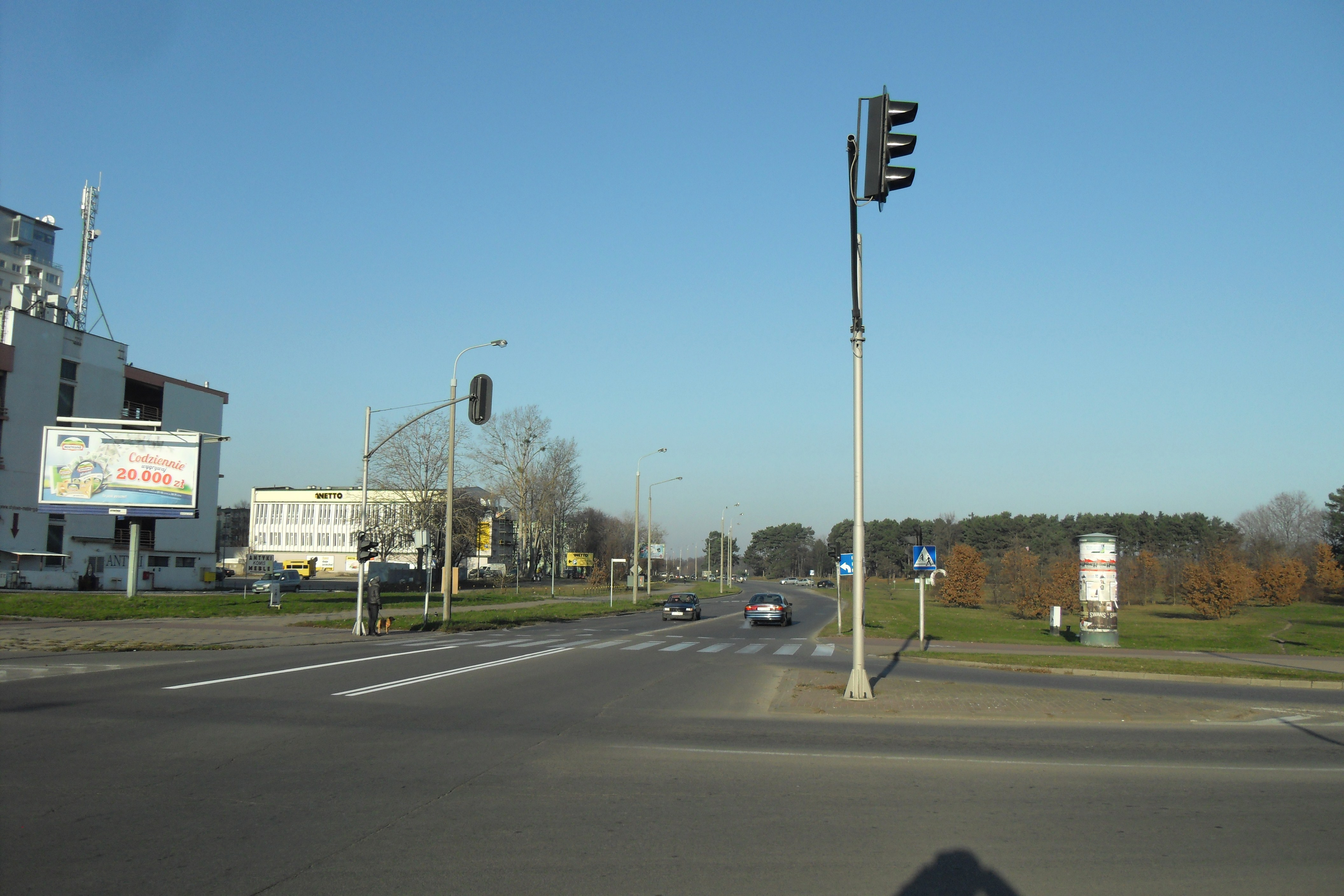
Czarny Dwór

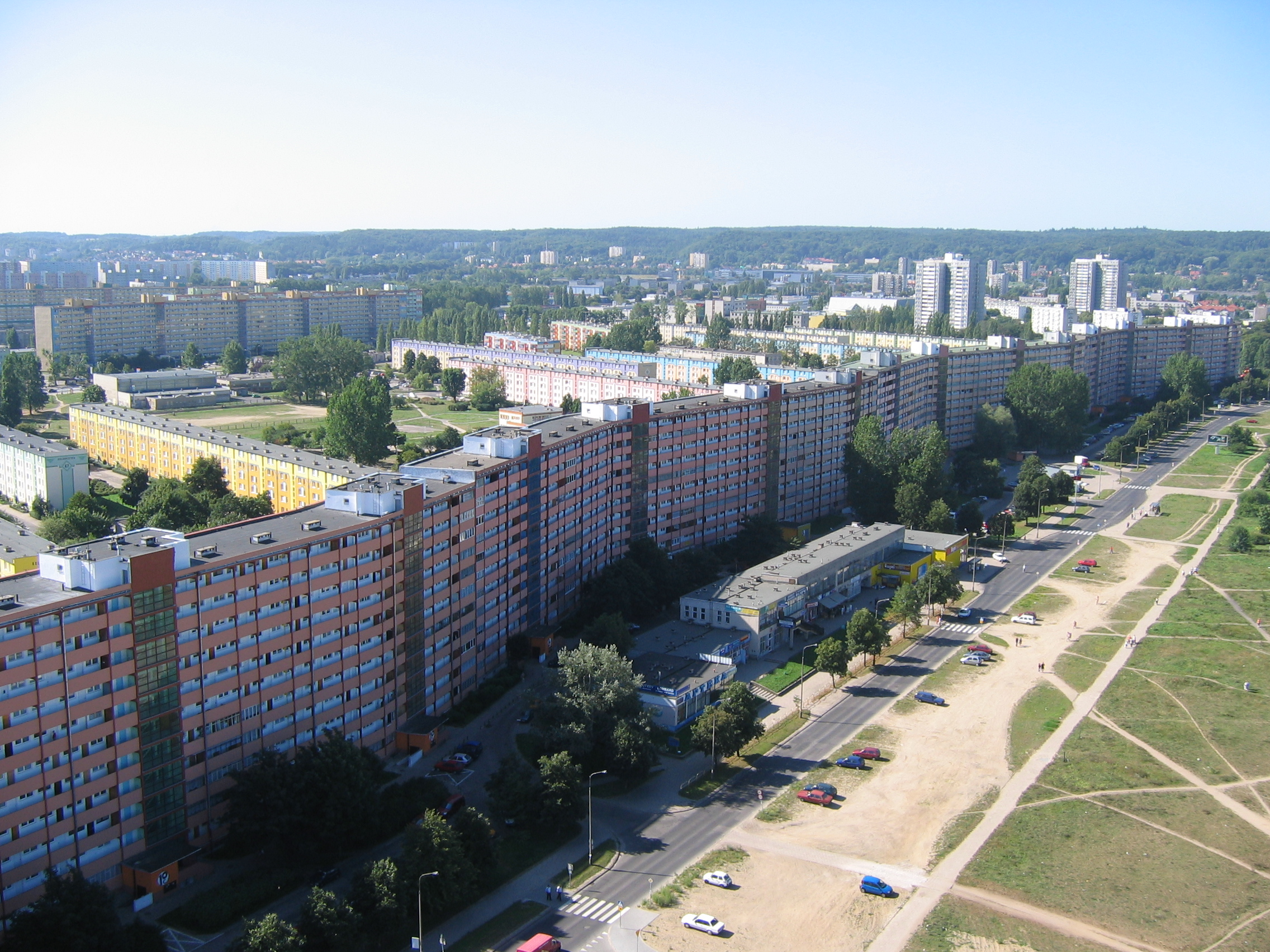
Wschodnia część falowca przy ul. Obrońców Wybrzeża

Czarny Dwór (kaszb. Czôrnë Dwòr, niem. Schwarzhof) – nieformalna część Gdańska, w dzielnicy Przymorze Wielkie.
Czarny Dwór jest jednym z czterech dawnych dworów należących do jednostki morfogenetycznej Zaspa, która została przyłączona w granice administracyjne miasta w 1914. Czarny Dwór należy do okręgu historycznego Port.

## Nazwa
28 marca 1949 r. ustalono urzędową polską nazwę miejscowości – Czarny Dwór, określając drugi przypadek jako Czarnego Dworu, a przymiotnik – czarnodworski.

## Położenie
Osiedle położone jest na zachodzie dawnej wsi Zaspa i w centralnej części dzielnicy Przymorze Wielkie. Obejmuje rejon skrzyżowania współczesnych ulic Czarny Dwór, Obrońców Wybrzeża i Lecha Kaczyńskiego. Obecnie, jak całą zamieszkaną część dzielnicy Przymorze Wielkie, obszar Czarnego Dworu zajmują bloki mieszkalne, w tym częściowo najdłuższy budynek w Europie – falowiec przy ul. Obrońców Wybrzeża. Na północny wschód od Czarnego Dworu znajduje się nadmorski park im. Ronalda Reagana.